# Brabira pallida
Brabira pallida là một loài bướm đêm trong họ Geometridae.